# Bundesautobahn 339
Bundesautobahn 339 (Abkürzung: BAB 339) – Kurzform: Autobahn 339 (Abkürzung: A 339) – war ein vorläufiger Name für die A 30 östlich von Bad Oeynhausen, wenn die A 30 – wie ursprünglich geplant – bis nach Hannover weitergeführt worden wäre.
Der Abschnitt zwischen Rehme (AS Bad Oeynhausen-Ost) und der B 514 wurde 1980 als Teil der A 30 für den Verkehr freigegeben; der Abschnitt zwischen Dehme und Rehme folgte 2018.
Nur wenn die A 30 gemäß den ursprünglichen Plänen vom Dreieck Dehme (heute die AS Dehme) aus weiter Richtung Hannover geführt hätte, hätte diese Verbindung von A 30 und A 2 heute die Nummer 339. Die Pläne, die A 30 entlang der heutigen B 65 nach Hannover weiterzuführen, wurden jedoch schließlich verworfen, da es mit der A 2 schon eine Autobahnstrecke zwischen Bad Oeynhausen und Hannover gab.